# Нарьян-Марский автобус
Нарьян-Ма́рский авто́бус — система городского и пригородного автотранспорта города Нарьян-Мар и посёлка Искателей.

## История
14 июля (по другим данным 30 августа) 1955 года путём объединения автопарка Нарьян-Марского морского порта, окррыболовпотребсоюза и Печорского рыбозавода была создана Нарьян-Марская автоконтора. В сентябре 1955 года в Архангельске подготовлена группа шоферов в количестве 7 человек. 5 ноября 1955 года в Нарьян-Маре открыт первый пассажирский автобусный маршрут: №1 «Город (колхозный рынок) — пос. Сахалин». Выполнил его на автобусе ПАЗ-651 (госномер № 99-58 АД) водитель Николай Александрович Реутов (проработал в АТП до 18 сентября 1994 года).
В 1956 году был открыт автобусный маршрут №2 Колхозный рынок (Город) — Кармановка. В 1976 году было налажено автобусное сообщение с посёлком Искателей.
В 1992 году автоконтора была переименована в Нарьян-Марское автотранспортное предприятие Государственного производственного объединения автомобильного транспорта «Архангельскавтотранс», а затем в 1995 году в МУП «Нарьян-Марское АТП».
В 1997 году МУП «Нарьян-Марское АТП» обслуживало 4 городских пассажирских маршрута и 1 пригородный: Нарьян-Мар — Красное, на маршруты выходило 33 автобуса.
По состоянию на ноябрь 2020 года в Нарьян-Маре действовало 6 городских и 3 межмуниципальных автобусных маршрута до посёлка Искателей. Все они обслуживались МУП «Нарьян-Марское АТП». Частные автоперевозчики, работавшие в городе с конца 1990-х годов, ушли с рынка в 2012 году.
В 2017 году была предпринята попытка возобновить частные автопревозки. Вновь созданное ООО «Нарьян-Марское АТП» закупило в лизинг 20 автобусов Mercedes Sprinter 515 CDI. Однако эти автобусы на маршруты так и не вышли. В начале января 2018 года 17 автобусов ООО «Нарьян-Марское АТП» по пятилетнему контракту аренды с возможностью приобретения в собственность были переданы в Сыктывкарское «АТП № 1».
С 23 сентября 2018 г. частные автоперевозки в Нарьян-Маре возобновились. Между департаментом строительства, ЖКХ, энергетики и транспорта НАО и ИП Курленко А. Г. заключён государственный контракт на выполнение перевозок по маршруту 415 «п. Искателей — аэропорт». 
С ноября 2020 года движение автобусов МУП «Нарьян-Марское АТП» можно отслеживать через сервис Яндекс.Карты.
С 1 марта 2021 г. частными автоперевозчиками выполняются регулярные пассажирские перевозки по кольцевому маршруту № 10 «посёлок Искателей — улица Дружбы - посёлок Искателей».

## Маршруты
Список маршрутов по состоянию на май 2023 года.
| № маршрута         | Направление движения                                       |
| ------------------ | ---------------------------------------------------------- |
| 2                  | «ул. Ленина — Старый аэропорт — Морской порт — ул. Ленина» |
| 4                  | «Морской порт — Аэропорт»                                  |
| 4а                 | «ул. Ленина — Аэропорт»                                    |
| 5                  | «Старый аэропорт — Аэропорт»                               |
| 6                  | «ул. Ленина — Морской порт — Старый аэропорт — ул. Ленина» |
| 7                  | «Морской порт — Безымянное озеро»                          |
| 8                  | «Морской порт — ул. Мира»                                  |
| 10                 | «пос. Искателей - ул. Дружбы - пос. Искателей»(кольцевой)  |
| 101                | «пос. Искателей - пос. Красное»                            |
| 411 (ранее 1, 101) | «г. Нарьян-Мар (Морской порт) — пос. Искателей»            |
| 413 (ранее 3, 103) | «г. Нарьян-Мар (ул. Ленина) — пос. Искателей»              |
| 415 (ранее 5)      | «пос. Искателей — Аэропорт»                                |

## Отмененные маршруты
| № маршрута | Направление движения                          | Период действия     |
| ---------- | --------------------------------------------- | ------------------- |
| 1а         | «Морской порт — пос. Лесозавод»               | 1970-е - 1980-е гг. |
| 1б         | «пос. Лесозавод — пос. Искателей»             | 1970-е - 1980-е гг. |
| 3а         | «ул. Ленина — пос. Лесозавод»                 | 1980-е гг.          |
| 5          | «Морской порт — Старый Аэропорт (Аэропорт-2)» | 1970-е - 1980-е гг. |
| 5          | «Морской порт — Аэропорт - ул. Мира»          | 2000-е гг.          |
| 5а         | «ул. Ленина — Аэропорт - ул. Мира»            | 2000-е гг.          |

## Пригородные маршруты
С 1 февраля 2019 г.  частными автоперевозчиками выполняются регулярные пассажирские перевозки по маршруту № 101 «Рабочий посёлок Искателей — посёлок Красное».

## Подвижной состав
На городских маршрутах работают автобусы ЛиАЗ-5256, ЛиАЗ-4292, ЛиАЗ-5292, ЛиАЗ-5293, МАЗ-203, МАЗ-206, МАЗ-226, ПАЗ-3204, ПАЗ-3205, ПАЗ-4234, Mercedes-Benz Sprinter 223690.

## Памятники автобусам
Летом 2014 года на территории МУП «Нарьян-Марское АТП» открыт памятник автобусу ЛАЗ-695Н 67°39′52″ с. ш. 53°04′38″ в. д.. Списанный автобус отреставрирован и установлен на постамент. С 2016 по 2022 год там же стоял на постаменте автобус Arna M83.